# Томи Хорват
Томи Хорват (Мурска Собота, 24. март 1999) је словеначки фудбалер који игра као дефанзивац за аустријског прволигаша Штурм и репрезентацију Словеније.

## Играчка каријера

### Клубови
Хорват је дебитовао у словеначкој Првој лиги за Муру 21. јула 2018. у утакмици против Триглава Крањ. Томи је 23. новембра у мечу против Олимпије постигао дубл и постигао прве голове за Муру. У лето 2022. Хорват је прешао у аустријски Штурм а већ 23. јула у мечу против Волфсберга дебитовао је у аустријској Бундеслиги. Томи је 28. августа у утакмици против бечког Рапида постигао свој први гол за Штурм..

### Репрезентација
Хорват је за Словенију дебитовао 29. марта 2022. у пријатељској утакмици против Катара, ушао је као замена у 87. минуту за Петра Стојановића.
Ажурирано утакмице игране до 4. јуна 2024
| Репрезентација | Година | Ута. | Голови |
| -------------- | ------ | ---- | ------ |
| Словенија      | 2022   | 3    | 0      |
| Словенија      | 2023   | 1    | 0      |
| Словенија      | 2024   | 2    | 0      |
| Укупно         | Укупно | 6    | 0      |